# Erythrolamprus ornatus
Espèce
Synonymes
- Dromicus ornatus Garman, 1887
- Liophis ornatus (Garman, 1887)

Statut de conservation UICN

 CR D : 
En danger critique
Erythrolamprus ornatus  ou Liophis ornatus est une espèce de serpents de la famille des Dipsadidae. Son nom commun est couresse de Sainte-Lucie.

## Répartition
Cette espèce est endémique de Sainte-Lucie.
Peuplant initialement l'île, cette variété de couleuvre a été décimée par les mangoustes introduites à la fin du XIXe siècle. Dix huit spécimens ont été dénombrés en 2012 sur les Marias islands, îlots situés au sud-est de Sainte-Lucie ce qui en fait le serpent le plus rare au monde.

## Publication originale
- Garman, 1887 : On West Indian reptiles in the Museum of Comparative Zoology at Cambridge, Massachusetts. Proceedings of the American Philosophical Society, vol. 24, p. 278-286 (texte intégral).